# Marcelle Tinayre
Marcelle Marguerite Suzanne Tinayre (n. 8 octombrie 1870, Tulle, Corrèze – d. 23 august 1948, Grossouvre, Cher) a fost o scriitoare franceză. A publicat peste treizeci de cărți; popularitatea mare în țară i-a asigurat apariția antumă a întregii sale opere.
Deși în principal autoare de beletristică, Tinayre mărturisește în scrierile sale mult interes pentru studiul cu valoare documentară a istoriei iubirii, a curtezanelor și amanților celebri. Între cărțile cele mai cunoscute ale sale se numără Istoria amorului (fr. „Histoire de l'amour”, 1935), lucrare de mici dimensiuni care a impresionat prin viziunea originală.
Cu toate că succesul scriitoarei nu a fost niciodată echivalat în afara granițelor franceze, Tinayre a atras atenția ca scriitoare feministă de orientare moderată.
Născută Chasteau, Marcelle Tinayre a fost soția pictorului Jean Tinayre.